# Vlag van Karelië
De vlag van de Republiek Karelië is een horizontale driekleur in de kleuren rood (boven), blauw en groen. Rood staat voor de kracht en moed van het volk en doet ook denken aan het traditionele rood-op-witte Karelische borduurwerk. Groen en blauw vertegenwoordigen de omgeving van Kareli, bossen, meren en rivieren. Blauw symboliseert niet alleen water, maar ook grootsheid en schoonheid. Groen staat ook voor hoop en geloof in geluk. De volgorde van de strepen is gebaseerd op de historische vlag van de Karelo-Finse Socialistische Sovjetrepubliek uit de jaren 1940 en 1950, een vlag in Sovjetstijl met een rood veld, gele hamer en sikkel aan de hijs, en lichtblauwe en groene strepen aan de onderkant. Deze vlag is in gebruik sinds 16 februari 1993.

## Vlaggen van de Karelische SSR enKarelische ASSR

1920-1937
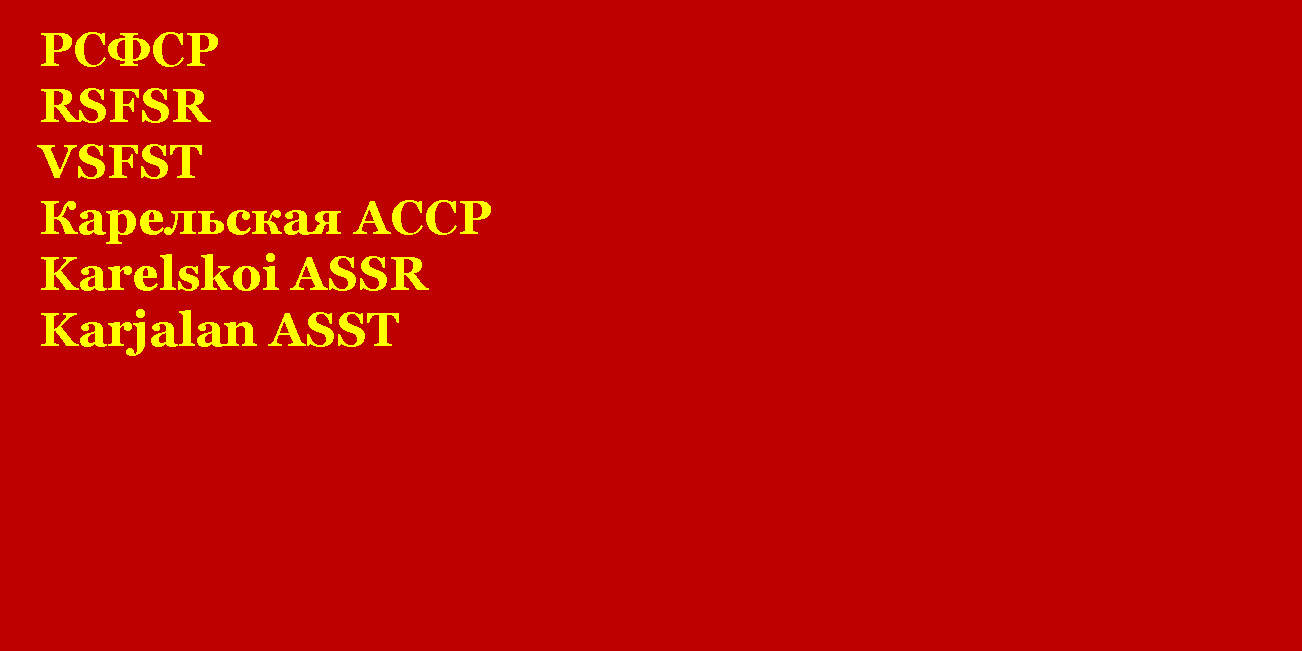
1937-1938
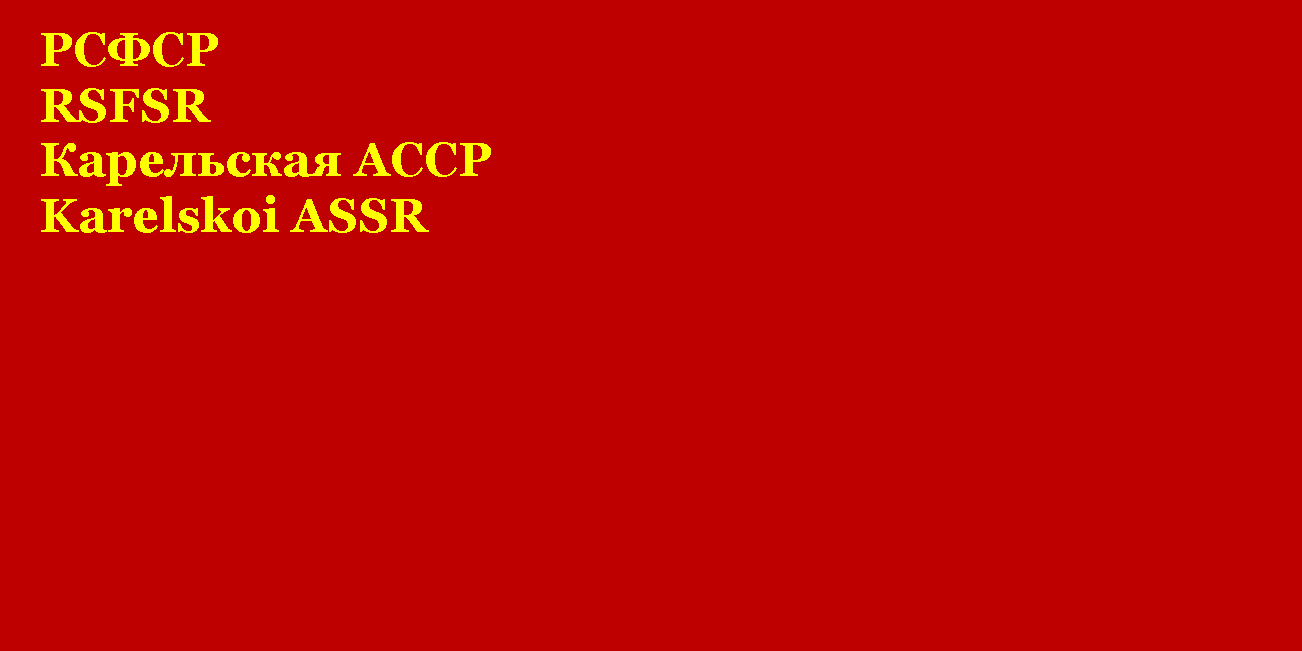
1938-1940
SSR, 1940-1953
SSR, 1953-1956
ASSR, 1956-1978
ASSR, 1978-1993